# 田中昌史
田中 昌史（たなか まさし、1965年10月11日 - ）は、日本の政治家、理学療法士。自由民主党所属の元参議院議員（1期）。

## 経歴
北海道札幌市出身。1987年に清恵会第二医療専門学院を卒業し理学療法士資格を取得、河内総合病院・上山病院・札幌東徳洲会病院勤務を経て1995年から北海道千歳リハビリテーション学院講師となる。2010年に北翔大学大学院人間福祉学研究科人間福祉学専攻（修士）を修了。
2012年、日本理学療法士連盟会長に就任。2017年に日本理学療法士協会理事となる。2018年2月、日本理学療法士連盟会長を退任し、同顧問に就任。
2019年7月の第25回参議院議員通常選挙に自由民主党公認で比例区から立候補したが、党の比例獲得19議席に対し比例名簿33人中順位22位となり落選した。
2023年1月17日、同参院選挙で順位1位（特定枠）で当選していた三木亨参院議員が徳島県知事選挙への立候補のために辞職したことにより、中央選挙管理会の繰上補充の選挙会で田中の繰り上げ当選が決定、翌18日付の官報での告示を以って参議院議員となった。
2024年7月25日、翌年の第27回参議院議員通常選挙の参議院比例区公認候補として擁立することが自民党から発表された。
2025年7月20日に行われた参議院議員選挙で、自民党は比例代表に特定枠2人を含め計31人の候補者を擁立し、12議席を確保。田中は88,432票を獲得し、得票数17位（特定枠を含むと19位）で落選した。

## 著書・論文
著書
- 中枢神経障害理学療法学テキスト(南江堂)
- PT・OT のための評価測定2:形態測定・感覚検査・反射検査第2版(三輪書店)
- PT・OTのための評価測定6:整形外科的検査(三輪書店) ほか

論文
- ショベリング除雪反復動作における投擲高さが筋疲労に及ぼす影響(理学療法科学)
- 糖尿病の予防に対する運動の効果 -システマティックレビュー及びメタアナリシス-(千歳リハ科学)
- Intrinsic Risk Factors of Lateral Ankle Sprain : A Systematic Review and Meta-analysis(Sports Health) など共著61編[11]

## 選挙歴
| 当落 | 選挙                     | 執行日         | 年齢 | 選挙区       | 政党       | 得票数    | 得票率 | 定数 | 得票順位 /候補者数 | 政党内比例順位 /政党当選者数 |
| ---- | ------------------------ | -------------- | ---- | ------------ | ---------- | --------- | ------ | ---- | ------------------ | ---------------------------- |
| 繰当 | 第25回参議院議員通常選挙 | 2019年07月21日 | 53   | 参議院比例区 | 自由民主党 | 10万5票   | 0.56%  | 50   | 22/33              | 22/19                        |
| 落   | 第27回参議院議員通常選挙 | 2025年07月20日 | 59   | 参議院比例区 | 自由民主党 | 8万8432票 |        | 50   | 19/31              | 19/12                        |